# ワシリー・スホムリンスキー
ワシリー・アレクサンドロヴィチ・スホムリンスキー（ロシア語: Василий Александрович Сухомлинский, ラテン文字転写: Vasily Aleksandrovich Sukhomlinsky 、1918年9月28日 - 1970年9月2日）は、ソビエト連邦の教育者。ウクライナのワシリエフカ出身。中学校における労働教育および言語・文学の教授法の実践的諸問題の解決者。17歳で村の小学校教師となる。教師をしながらポルタワ教育大学の通信教育課程を修了し、29歳で農村学校の校長に就任。約35年間の教師生活の中でも、23年間校長となったキロヴォグラト州オヌフリエフ地区のパヴルィシ中学校は広く知られることとなった。

## 著書
- 『生徒の生産労働の教育学的指導』（1955年）
- 『生徒の道徳的成熟の育成における生産労働の役割』（1956年）
- 『労働に対する共産主義的態度の育成』（1959年）
- 『中学校の教師集団』（杉山明男訳、明治図書出版、1962年）
- 『まごころを子どもたちに捧げる』（1969年）（邦訳、『教育の仕事－まごころを子どもたちに捧げる』笹尾道子訳、新読書社、1971年）
- 『人間を信頼しよう』（邦訳、『子どもを信頼しよう』川野辺敏訳、新読書社、1974年）
- 『教育の力を信じて ソビエトの教師と学校』（笹尾道子訳、新読書社、1977年）
- 『教育と教師について』（川野辺敏、伊集院俊隆、福井研介共訳、新読書社、1977年）
- 『集団の知恵と力』（福井研介訳、新読書社、1980年）
- 『青春を生きるお前に 父よりの手紙』（川野辺敏、岩崎正吾共訳、新読書社、1982年）
- 『子どもの精神世界』（杉山明男訳、新読書社、1984年）
- 『子どもを信頼しよう』（川野辺敏訳、新読書社、1984年）
- 『教師集団と教育 教育の力を信じて』（笹尾道子訳、新読書社、1984年）
- 『知育と労働教育 教育の力を信じて』（笹尾道子訳、新読書社、1988年）
- 『スホムリンスキー・学力論』（杉山明男訳、新読書社、1988年）